# Caizi Hu
Caizi Hu (kinesiska: 菜子湖) är en del av en sjö i Kina. Den ligger i provinsen Anhui, i den östra delen av landet, omkring 120 kilometer söder om provinshuvudstaden Hefei. Caizi Hu ligger 9 meter över havet. Den ligger vid sjön Baitu Hu. Trakten runt Caizi Hu består till största delen av jordbruksmark.
Genomsnittlig årsnederbörd är 2 124 millimeter. Den regnigaste månaden är juli, med i genomsnitt 329 mm nederbörd, och den torraste är december, med 69 mm nederbörd.